# Списак српских цркава у Сједињеним Америчким Државама
Списак српских цркава у Сједињеним Америчким Државама:

## Ајдахо
- Мисија Светог Васкрсења, Бојси

## Алабама
- Црква Светог Арханђела Михаила, Хантсвил

## Аљаска
- Мисија Светог Петра Коришког, Енкориџ
- Манастир Светог Нила, Нелсон острво, Узинки[1]
- Скит Светог Арханђела Михаила [], Спрус острво, Узинки

## Аризона
- Црква Светог Немање, Бизби
- Црква Светог Николе, Финикс[2]
- Црква Светог Саве, Финикс[3]

## Арканзас
- Црква Светог Арханђела Михаила, Хот Спрингс
- Црква Светог Ђорђа, Хот Спрингс

## Вашингтон
- Црква Светог Саве, Исаква[4]
- Црква Покрова Пресвете Вогородице, Сијетл[5]

## Висконсин
- Црква Светог Николе, Кадахеј
- Саборна црква Светог Саве, Милвоки

## Западна Вирџинија
- Српска православна мисија Свете Тројице, Фермонт

## Илиноис
- Црква Светог Јована Крститеља, Белвуд
- Црква Светог Николе, Брукфилд
- Црква Светог Арханђела Михаила, Лансинг
- Црква Светог Василија Острошког, Либертивил
- Саборна црква Светог Васкрсења, Чикаго
- Црква Светог Васкрсења, Чикаго
- Црква Светог Ђорђа, Џолијет
- Црква Светог Саве, Џолијет

## Индијана
- Црква Светог Николе, Индијанаполис
- Црква Светог Саве, Меривил
- Црква Светог Илије, Меривил
- Црква Светог Ђорђа, Шерервил
- Црква Светог Ђорђа, Ист Чикаго

## Јужна Дакота
- Српска православна мисија Сви свеци, Ленокс

## Јута
- Црква Светог Арханђела Михаила, Солт Лејк Сити[6]

## Калифорнија
- Саборна црква Светог Стефана, Алхамбра[7]
- Капела Светог Петра Коришког, Алхамбра
- Црква Светог Андреја Јуродивог, Андерсон[8]
- Црква Христа Спаситеља, Аркејдија
- Мисија Светог Василија Острошког, Ејнџелс Кемп
- Црква Рођења Пресвете Богородице, Ервајн[9]
- Црква Свете Петке, Сан Маркос[10]
- Црква Свете Тројице, Морага[11]
- Црква Светог Ђорђа, Оукланд
- Црква Светог Ђорђа, Сан Дијего[12]
- Црква Светог Саве, Сан Габријел[13]
- Црква Светог Саве на гробљу, Ист Лос Анђелес
- Црква Светог Јована Крститеља, Сан Франциско[14]
- Црква Светог Арханђела Михаила, Саратога[15]
- Црква Успенија Пресвете Богородице, Фер Оукс[16]
- Црква Светог Апостола Петра, Фрезно[17]
- Црква Светог Саве, Џексон[18]
- Манастир Светог Германа Аљаског, Платина[19]
- Манастир Свете Ксеније [], Вајлдвуд
- Манастир Сретење, Ескондидо

## Колорадо
- Црква Светог Јована Крститеља, Лејквуд
- Мисија Благовести, Колорадо Спрингс

## Масачусетс
- Црква Светог Саве, Кембриџ[20]

## Мејн
- Црква Светог Димитрија, Бидефорд[21]

## Мичиген
- Црква Светог Лазара, Детроит
- Црква Вазнесења Господњег, Икорс
- Црква Свете Петке, Трој
- Црква Светог Ђорђа, Монро
- Црква Светог Себастијана, Траверс Сити

## Монтана
- Црква Свете Тројице, Бјут[22]
- Мисија Светог Германа Аљаског, Калиспел[23]

## Невада
- Црква Светог Севастијана Џексонског, Карсон Сити
- Црква Светог Симеона Мироточивог, Лас Вегас[24]
- Мисија Светог Јована Крститеља, Рино

## Њујорк
- Црква Светог Стефана, Лакавона
- Саборна црква Светог Саве, Њујорк

## Њу Џерзи
- Црква Светог Вазнесења Господњег, Елизабет
- Црква Светог Ђорђа, Елизабет
- Црква Светог Јована Крститеља, Патерсон

## Округ Колумбија
- Црква Светог Луке, Потомак, Мериленд[25]

## Орегон
- Црква Светог Стефана, Портланд
- Црква Светог Јована Чудотворца, Јуџин[26]

## Охајо
- Црква Светог Арханђела Михаила, Акрон
- Црква Светог Димитрија, Акрон
- Црква Светог Саве, Бродвју Хајтс
- Црква Светог Ђорђа, Норт Кантон
- Црква Светог Саве, Парма
- Црква Светог Ђорђа, Синсинати

## Пенсилванија
- Црква Светог Илије, Аликвипа
- Црква Светог Николе, Елкинс Парк
- Црква Светог Саве, Макизпорт
- Црква Светог Ђорђа, Кармајкл
- Црква Светог Ђорђа, Мидланд
- Црква Светог Николе, Монровил
- Црква Свете Тројице, Питсбург
- Црква Свегог Ђорђа, Хермитиџ
- Црква Светог Николе, Џонстаун
- Црква Светог Николе, Стилтон
- Црква Вазнесења Господњег, Јангвуд

## Северна Каролина
- Црква Светог Василија Острошког, Кернерсвил
- Црква Светог Симеона, Шарлот

## Тексас
- Црква Светог Саве, Ален
- Црква Светог Саве, Хјустон

## Тенеси
- Црква Свете Петке, Нешвил

## Флорида
- Црква Светог Ђорђа, Клирвотер[27]
- Црква Свете Петке, Лонгвуд[28]
- Црква Светог Симеона Мироточивог, Мајами[29]
- Црква Светог Саве, Норт Порт[30]
- Црква Светог Саве, Сент Питерсбург[31]
- Мисија Светог Краља Милутина, Џексонвил[32]
- Мисија Сретења, Нејплс[33]

## Хаваји
- Црква Светог цара Лазара Косовског, Хонолулу

## Џорџија
- Црква Светих апостола Петра и Павла, Лилберн[34]